# مراد كاوة
مراد كاوة (1919-1989) سياسي ولاعب كرة قدم فرنسي. شغل منصب نائب الجزائر العاصمة من 1958 إلى 1962. وهكذا كان النائب الفرنسي المسلم الوحيد في ذلك الوقت. كان كاوة أيضًا عضوًا في حزب الجبهة الوطنية الفرنسية اليميني. ولكنه لم ينجح ترشيحه في انتخابات 1984.
سميت غرفة في متحف الدائرة الجزائرية في بربينيان على شرفه.

## الحياة الشخصية
ولد كواه في أومالي بفرنسا لأسرة جزائرية من أصل تركي عثماني.
مات في بربينيان.